# Virtus Pallacanestro Bologna 1965-1966

## Roster
Candy Bologna 1965-66
- Nino Calebotta (capitano)
- Justo Bonetto
- Giorgio Borghetti
- Massimo Cosmelli
- Giovanni Dondi
- Augusto Giomo
- Gianfranco Lombardi
- Corrado Pellanera
- Terry Dale Werner
- Ettore Zuccheri

## Staff Tecnico
- Allenatore:  Mario Alesini

## Risultati
- Serie A: 4ª classificata su 12 squadre (15-7)